# WordPerfect
WordPerfect es una aplicación de procesamiento de textos creada inicialmente por la empresa WordPerfect Corporation, que hoy en día es propiedad de la compañía canadiense desarrolladora de software Corel Corporation. Alcanzó su máxima popularidad a finales de los años 1980 y principios de  1990, y durante muchos años se la consideró el estándar de hecho en su sector; si bien luego sería eclipsada, tanto en ventas como en popularidad, por Microsoft Word.
Llegó a estar disponible para una amplia variedad de ordenadores y sistemas operativos, incluyendo DOS, Windows, Mac OS, OS/2, Linux, Apple II, las versiones más populares de Unix, VMS, Data General, System/370, AmigaOS y Atari ST.
La extensión de archivo más común para documentos generados mediante WordPerfect es .wpd. Las versiones más antiguas también pueden usar extensiones .wp, .wp7, .wp6, .wp5, .wp4, e incluso, no tener extensión.

## Características especiales de WordPerfect
Después de que WordPerfect dejara de ser el procesador de textos más empleado, muchos usuarios siguieron utilizando WordPerfect porque lo consideraban superior en aspectos tales como:
- Mayor simplicidad en la edición de tablas, especialmente cuando incluyen celdas mezcladas y el usuario quiere borrar o añadir celdas. Más posibilidades en la utilización de tablas que pueden ser hojas de cálculo con bastantes posibilidades (nunca como las de una hoja de cálculo verdadera)
- Funciones de crear tablas de opiniones autorizadas en textos legales e incluir los pies de páginas en el conteo de palabras, lo cual va dirigido especialmente a los abogados y escritores en general.
- Presencia de atajos para funciones utilizadas a menudo.
- Numeración multinivel de párrafos.
- La posibilidad de seleccionar diferentes versiones de menús, distribuciones del teclado y atajos de teclado.
- Una gran cantidad de filtros para exportar e importar archivos.
- Importación de ficheros en formato PDF.
- Importación y exportación a formatos de Microsoft Word, RTF y de otros procesadores de texto.
- Mayor calidad y control en la generación de expresiones matemáticas.
- Tratamiento más sencillo y rápido de imágenes y con más posibilidades que otros procesadores de texto. Puede manejar muchas más imágenes por archivo y es posible editarlas.
- Tiene posibilidad de obtener un listado de archivos incluyendo carpetas, desde cualquiera de los programas incluidos en la suite.
- Dispone de la opción de mostrar los códigos con los que está construido el documento, pudiendo ser manipulados por el usuario.

Sin embargo, aparte de ser la aplicación menos utilizada, lo que complica mucho respecto de compatibilidad de archivos, WordPerfect ha mejorado estos aspectos en las últimas versiones. Hoy la integración con otras aplicaciones no es inferior a la de Microsoft Word, incluidas las de Microsoft.

## Productos derivados de WordPerfect
WordPerfect Corporation produjo una variedad de productos derivados del WordPerfect original:
- La biblioteca de WordPerfect, creada en 1986, era un paquete de utilidades que incluyó:
  - Una interfaz configurable de DOS almacenada en la memoria, llamada Shell.
  - Alternador de tareas, que permitió tener varios programas abiertos al mismo tiempo, cambiando entre cada uno mediante una combinación de teclas de DOS.
  - Interfaz de aplicaciones abierta (API) a la que otros desarrolladores podrían tener acceso.
  - Macroprocesador.
  - Portapapeles.
  - Calculadora
  - Calendario con una lista de cosas para hacer.
  - Base de datos llamada Notebook que podía ser utilizada como aplicación autónoma o dentro de WordPerfect.

- LetterPerfect, una versión reducida de WordPerfect sin las características más avanzadas que utilizaba las mismas combinaciones de teclas y era capaz de leer los archivos de la versión original.

## Listado de versiones
Versiones para Data General:
- 1980 SSI*WP (primera versión de WordPerfect) 1980
- 1982 SSI*WP 2.0

Versiones para DOS:
- 1982 WordPerfect 2.2 para DOS (primera versión para DOS)
- 1983 WordPerfect 3.0 para DOS
- 1984 WordPerfect 4.0 para DOS
- 1988 WordPerfect 5.0 para DOS
- 1989 WordPerfect 5.1 para DOS
- 1993 WordPerfect 6.0 para DOS
- 1994 WordPerfect 5.1+ para DOS
- 1997 WordPerfect 6.2 para DOS

Versiones para Apple II:
- 1985 WordPerfect 1.0 para Apple II
- 1986 WordPerfect 2.0 para Apple II

Versiones para Apple Macintosh:
- 1988 WordPerfect 1.0 para Macintosh
- 1990 WordPerfect 2.0 para Macintosh
- 1993 WordPerfect 3.0 para Macintosh
- 1995 WordPerfect 3.5 para Macintosh

Versiones para Microsoft Windows:
- 1991 WordPerfect 5.1 para Windows (primera versión para Windows)
- 1992 WordPerfect 5.2 para Windows
- 1993 WordPerfect 6.0 para Windows
- 1996 WordPerfect 7.0 para Windows (primera versión 32 bits)
- 1997 WordPerfect 8.0 para Windows
- 1999 WordPerfect 9.0 para Windows
- 2001 WordPerfect 10.0 para Windows
- 2003 WordPerfect 11.0 para Windows
- 2004 WordPerfect 12.0 para Windows
- 2006 WordPerfect X3 para Windows (se usó esta terminología para evitar el número 13 pero los ficheros internos del programa usan 13)
- 2008 WordPerfect X4 para Windows
- 2010 WordPerfect X5 para Windows
- 2012 WordPerfect X6 para Windows
- 2014 WordPerfect X7 para Windows
- 2016 WordPerfect X8 para Windows
- 2018 WordPerfect X9 para Windows

Versiones para Linux:
- 1996 WordPerfect 6.0 para Linux (primera versión para Linux)
- 1999 WordPerfect 8.1 para Linux
- 2000 WordPerfect 9.0 para Linux